# التوحد (مجلة)
مجلة التوحد (بالإنجليزية: Autism)‏ هي مجلة أكاديمية مٌحكمة تغطي الأبحاث حول التوحد، وتنشر ثماني مرات في السنة من قبل منشورات سيج [الإنجليزية] بالتعاون مع جمعية التوحد الوطنية [الإنجليزية]، وقد أسست المجلة في عام 1997. كان غلاف المجلة في الأصل يحتوي على صورة قطعة أحجية، لكن أزليت الصورة في عام 2018 بعد أن قررت المجلة أنها أثارت تصورًا عامًا سلبيًا.

## رؤساء التحرير
الأشخاص التالية أسماؤهم هم أو كانوا رؤساء تحرير:
- ريتا جوردان [الإنجليزية] (جامعة برمنغهام، 1997-2006)
- باتريشيا هولين [الإنجليزية] (معهد الطب النفسي وعلم النفس وعلم الأعصاب [الإنجليزية]، 1997-2007)
- ديرموت إم بولر (جامعة سيتي لندن، 2006-2012)
- ديفيد مانديل (كلية الطب بجامعة بنسلفانيا، 2012-2022)
- سو فليتشر واتسون (جامعة إدنبرة، 2022 حتى الآن)

## المستخلصات والفهرسة
المجلة مجردة ومفهرسة في:
- سكوبس[4]
- سينهل [الإنجليزية][5]
- سي إس أيه (شركة قاعدة بيانات) [الإنجليزية]
- المحتويات الحالية (قاعدة بيانات)/ العلوم الاجتماعية والسلوكية[6]
- نت لايبراري
- امباسي [الإنجليزية][7]
- فرانسيس (قاعدة بيانات)
- الفهرس الطبي [الإنجليزية][8]
- باسكال (قاعدة بيانات)
- بروكويست
- سايسينفو [الإنجليزية][9]
- مؤشر الاستشهادات في العلوم الاجتماعية [الإنجليزية][6]

وفقًا لتقارير الاستشهاد بالمجلات الأكاديمية، فإن للمجلة عامل تأثير 2021 يبلغ 6.684.